# Dicmo
Dicmo est une municipalité située en Dalmatie, dans le comitat de Split-Dalmatie, en Croatie. Au recensement de 2001, la municipalité comptait 2 657 habitants, dont 96,84 % de Croates et le village de Kraj, siège de la municipalité, comptait 432 habitants.

## Localités
La municipalité de Dicmo compte 7 localités :
| - Ercegovci - Kraj - Krušvar - Osoje | - Prisoje - Sičane - Sušci |